# Соколович, Ана
Ана Соколович (серб. Ана Соколовић, фр. Ana Sokolović) — современный канадский композитор-классик и музыкальный педагог сербского происхождения. Творческая карьера Соколович началась в 1990-е годы, её ранние произведения удостоены ряда канадских премий для молодых композиторов, а в дальнейшем она завоевала премию Национального центра искусств в 2009 году и дважды подряд (в 2019 и 2020 годах) становилась лауреатом премии «Джуно» за классическую композицию года. Соколович — автор опер, ставившихся на сцене Королевского театра Ковент-Гарден («Полуночный двор») и оперы Сан-Франциско («Свадьба»).

## Биография
Родилась в Белграде в 1968 году. В детстве занималась балетом и театром, прежде чем сосредоточиться на занятиях фортепиано. Самостоятельно сочинять музыку начала в 16 лет. После поступления в университет изучала композицию под руководством Душана Радича в Нови-Саде и Зорана Эрича в Белграде. После начала гражданского конфликта в Югославии эмигрировала в Канаду, где с 1992 года проживала в Монреале. Окончила магистратуру Монреальского университета по классу композиции под руководством Хосе Эванхелисты в середине 1990-х годов.
Соколович быстро зарекомендовала себя как композитор. Уже в 1995 году её работа «Ambient V» была включена в концертную программу Общества современной музыки Квебека. С 1995 по 1998 год она трижды становилась лауреаткой премии для юных композиторов Фонда SOCAN, а в 1999 году завоевала первый приз в категории «Камерная музыка» и Гран-при конкурса молодых исполнителей CBC. Первоначально композитор получала заказы на новые произведеня в основном от квебекских камерных коллективов — Современного ансамбля Монреаля, квартета Молинари, Монреальского барочного оркестра, духового квинтета Pentaèdre. В 2001 году ей впервые заказал новое произведение Монреальский симфонический оркестр; эта пьеса, «Oro», прозвучала в Théâtre Maisonneuve, исполнением дирижировал Шарль Дютуа. К концу XX века заказы начали поступать и из-за пределов Квебека. Композитор, в частности, наладила тесное сотрудничество с торонтским музыкальным театром Queen of Puddings, для которого сочинила свои первые оперы. Первая опера Соколович, «Полуночный двор» (англ. The Midnight Court) (2005), была поставлена также на сцене Королевского театра Ковент-Гарден, а следующая опера, «Свадьба» (англ. Svadba-Wedding), написанная в 2010 году, — прошла в Филадельфийской опере, опере Сан-Франциско и на Экс-ан-Прованском фестивале. В 2011—2012 годах программа-трибьют из произведений Соколович, подготовленная Обществом современной музыки Квебека, была представлена свыше 200 раз в различных населённых пунктах Канады.
Более десяти произведений Соколович вышли в записи. В 2020 году с ней подписало контракт крупнейшее издательство классической музыки Boosey & Hawkes. Помимо сочинения музыки, Соколович преподаёт композицию в Монреальском университете, где в 2022 году возглавила только что созданную кафедру исследований оперной композиции

## Награды и звания
В 2005 году Соколович была удостоена премии Совета Канады по искусству им. Джозефа С. Штауффера, а в 2009 году — премии Национального центра искусств, являющейся частью программы Премий генерал-губернатора. Дважды — в 2008 и 2012 годах — общество SOCAN присуждало ей композиторскую премию им. Яна Матейчека. В 2007 году Квебекский совет по музыке признал её «композитором года». В конце 2010-х годов Соколович дважды подряд (в 2019 и 2020 годах) становилась лауреаткой премии «Джуно» за классическую композицию года. В первый раз премия была присуждена за вокальный цикл «Golden Slumbers Kiss Your Eyes» для контртенора, хора и оркестра, включавший обработки иммигрантских песен и колыбельных; во второй раз был отмечен концерт «Эвта» для скрипки с оркестром.